# Poluuncijala
Poluuncijala je vrsta krasopisa velikim slovima. Insularno pismo obuhvaća obitelj različitih pisama rabljenih u različite namjene a insularni poluuncijal (insularno veliko slovo) je na vrhu ljestvice koji se rabilo za važne isprave i svete tekstove.
Pojam poluuncijale (eng. half-uncial, semi-uncial) prvi je upotrijebio Scipione Maffei u Istoria diplomatica (Mantova, 1727.), htjevši razlučiti nešto što je izgledalo kao odsječena inačica uncijale iz slavnog Hilarijeva Codex Basilicanus, djela koje sadrži odjeljke s obje od dviju vrsta pisma. Istim pojmovljem nastavio se u sredini 18. stoljeća služiti René Prosper Tassin pa Charles François Toustain. Usprkos raširenosti i primjerenoj upotrebi, ime poluuncijala nije sasvim najbolje, dobro je tek toliko da sugerira nekakvu organsku zaslugu pravilnoj uncijali, premda obje vrste dijele osobine naslijeđene iz njihova drevnog izvora.
Kao i uncijala izvedena je iz rimskog kurziva, ali od kasnije, evoluirane inačice. Prvi je put uporabljena oko 3. stoljeća i ostala je u uporabi do 8. stoljeća. Rani oblici poluuncijale bili su u uporabi kod poganskih autora i rimskih zakonskih tekstova. Na otok Irsku je stigla u 5. stoljeću pa je od tamo prenesena na otok Britaniju. U 6. stoljeću proširila se iz izvornih rimskih središta u Afriku i drugamo po Europi, ali ne tako često kao u otočkim središtima, gdje se njome služilo u prijepisima kršćanskih tekstova. U Engleskoj se rabila do 8. stoljeća i postupno se razvila u insularno pismo nakon 8. stoljeća.